# Bora (keresztnév)
A Bora női név a Borbála becenevéből önállósult.

## Rokon nevek
Barbara, Babita, Bara, Barbarella, Biri, Borbála, Borcsa, Bori, Boris, Boriska, Borka, Boróka, Varínia

## Gyakorisága
Az újszülötteknek adott nevek körében az 1990-es években szórványosan fordult elő. A 2000-es és a 2010-es években sem szerepelt a 100 leggyakrabban adott női név között.
A teljes népességre vonatkozóan a Bora sem a 2000-es, sem a 2010-es években nem szerepelt a 100 leggyakrabban viselt női név között.

## Névnapok
- december 4.[2]

## Híres Borák

### A népnyelvben
- csörebora, tüzeléshez apróra vágott száraz vessző[6]
- csitribora, kócos hajú lány[6]